# Friedrich Nerly

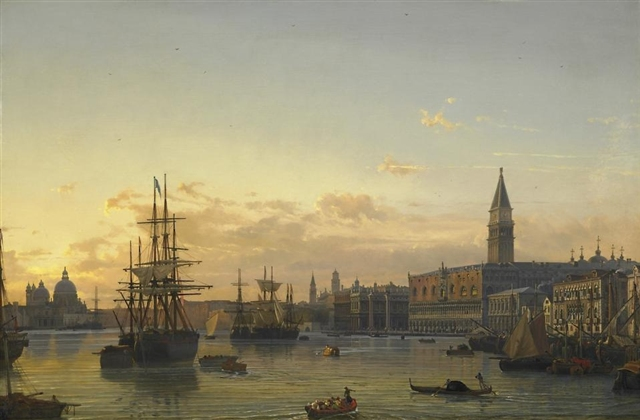
Widok na Kanał Grande w Wenecji, lata 40. XIX w.

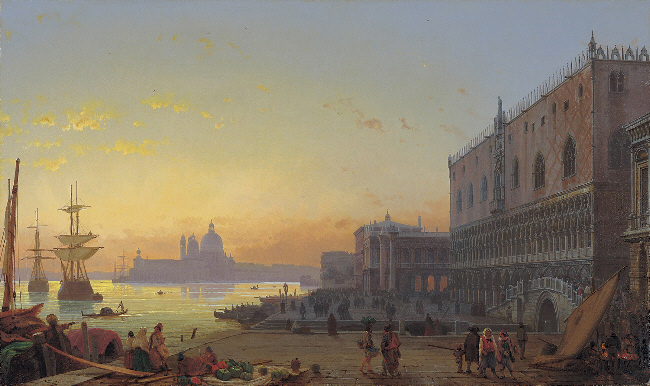
Wenecja o zachodzie słońca

Friedrich Nerly, faktycznie Friedrich Nehrlich, znany też jako Frederigo Nerly (ur. 24 listopada 1807 w Erfurcie, zm. 21 października 1878 w Wenecji) – niemiecki malarz pejzażysta.
Urodził się w rodzinie urzędnika pocztowego, po śmierci ojca w 1815 zaopiekował się nim mieszkający w Hamburgu wuj, malarz i rytownik Heinrich Joachim Herterich. Na początku lat dwudziestych XIX wieku Friedrich Nerly znalazł opiekuna i sponsora w osobie barona Karla Friedricha von Rumohra, z którym wyjechał przez Harz, Weimar, Drezno i Monachium do Włoch. Początkowo artysta przebywał Rzymie w środowisku malarzy pochodzenia niemieckiego, utrzymywał kontakty m.in. z Johannem Reinhartem i Heinrichem Bürkelem. Około 1835 osiadł na stałe Wenecji i pracował tam do śmierci. W 1852 otrzymał od Wilhelma I Wirtemberskiego odznaczenie Orden der Württembergischen Krone i tytuł szlachecki. Miał jednego syna, (Friedrich Nerly (młodszy)), który również został malarzem.
Obecnie malarz znany jest przede wszystkim z weneckich wedut, które odznaczają się realizmem i licznymi pierwiastkami romantycznymi. Szczególną rolę w jego obrazach odgrywają efekty atmosferyczne i światło.